# Pulse per second
Un pulse per second, (acronimo: PPS, traduzione: impulso al secondo) è un segnale elettrico che scandisce in modo preciso ed accurato i secondi di una scala temporale di riferimento.  I segnali PPS posso provenire da diversi dispositivi definiti generalmente precision clock (traduzione: orologio di precisione); sono assimilabili a questa categoria anche i ricevitori GNSS e gli orologi atomici. A seconda della sorgente la precisione di questi segnali può variare da pochi millisecondi a qualche nanosecondo. 
I segnali PPS forniti da ricevitori GNSS risultano sincroni a meno di un dato livello di accuratezza e precisione dovuto all'architettura del singolo dispositivo. Questo è dovuto all'utilizzo di una scala temporale di riferimento comune a tutti i dispositivi e coincidente con quella utilizzata per la sincronizzazione e il timing delle costellazioni GNSS.

## Uso comune
I segnali PPS sono utilizzati per la sincronizzazione accurata di dispositivi elettronici rispetto ad una scala di tempo condivisa, come ad esempio la scala UTC. Un dispositivo collegato a un precision clock può distribuire l'informazione temporale veicolata dal segnale PPS ad altri dispositivi interconnessi attraverso specifici protocolli di temporizzazione e sincronizzazione, quali ad esempio il protocollo NTP e PTP. Al fine di ottenere tale sincronia, il segnale PPS di riferimento viene fornito al dispositivo attraverso una linea a bassa latenza e a basso jitter, al fine di garantire sufficiente precisione ed accuratezza dell'informazione temporale. Ad ogni nuova istanza del segnale (nota anche come duty cycle), il dispositivo può provvedere alla generazione di una marca temporale (o timestamp), tale marca temporale potrà poi essere trasmessa tramite specifici protocolli di rete ed utilizzata per la sincronizzazione remota di oscillatori locali e orologi di sistema.
Si noti che, poiché il segnale PPS non indica né l'ora né la data in cui arriva, ma solo l'istante in cui esso arriva, è necessario affiancargli una sorgente che specifichi le informazioni mancanti. Ad esempio, è molto comune che un ricevitore GNSS, collegato al computer via porta seriale, fornisca il segnale PPS sul pin DCD mentre le informazioni sulla data e l'ora corrente siano trasmesse sulla linea dati.